# Synnöve Dellqvist
Synnöve Dellqvist, född 5 april 1951 i Karlskrona, är en svensk sångare och sångpedagog.

## Biografi
Synnöve Dellqvist har studerat vid musikerutbildningen vid Kungliga Musikhögskolan i Stockholm för professor Solwig Grippe och tog examen som sångpedagog 1974. Året efter fick hon sitt solistdiplom och då även utmärkelsen belöningsjetong. Därefter följde fortbildning vid Operastudio 67 och i Master Classes för framstående pedagoger som bland andra Erik Werba, Gérard Souzay, David Harper, Dorothy Irving och Torsten Föllinger.
Synnöve Dellqvist har framträtt i både traditionella såväl som exklusiva konsertsammanhang fram till 2006, i solokonserter och scenproduktioner med professionella kammarensembler och orkestrar (Drottningholms Barockensemble, Musica Vitae, Marinens musikkår, Sveriges Radios symfoniorkester) och regionala orkestrar. Hon har även medverkat i uppträdanden med körer (Eric Ericsons kammarkör, Radiokören, Engelbrektskyrkans motettkör, Adolf Fredriks Bachkör) under ledning av dirigenter som Stig Westerberg, Rafael Frühbeck de Burgos, Nikolaus Harnoncourt, Andreas Hansson, Anders Öhrwall, Dan-Olof Stenlund och Eric Ericson. Hon är förtrogen med många olika genrer (sakral musik, romanser, opera, operett och musikal). Hennes specialitet är samspelet mellan sångare och publik. Hon har även medverkat som konferencier i olika sammanhang, bland annat vid Festspelen i Piteå.
Dellqvist har spelat in flera radioprogram med romanser och medverkat vid liveinspelningar både för radio och tv (bland annat Bibelvisor, Karlskrona 300 år, Café Sundsvall). Hon var ledamot i Konstnärsnämndens arbetsgrupp för musiker och sångare (2004–2010) och i projektet Ordet & Tonen, Riksförbundet Sveriges Kammarmusikarrangörer (2001–2004).

## Pedagogisk verksamhet
Dellqvist har arbetat som sånglärare sedan 1974, först som sångpedagog vid Svenska Artist- och Musikerskolan (Kulturama). Från 1977 och 18 år framåt arbetade hon vid musiklinjen vid Mellansels folkhögskola som huvudansvarig för den klassiska sångundervisningen. Hon har även varit verksam som sångpedagog vid Framnäs folkhögskola mellan åren 1995-2003 och där även haft sommarkurser i sång vid Piteå Sommarakademi. Dellqvist har varit anställd vid Musikhögskolan i Piteå (2003–2019) som universitetslektor i sång och även varit utbildningsledare för Konstnärlig Master-Musikalisk Gestaltning (2011–2014).

## Priser och utmärkelser
Synnöve Dellqvist har tilldelats en rad stipendier, bland andra:
- Jenny Lind-stipendiet (1975)[4]
- Christina Nilsson-stipendiet (1974/75)
- Edwin Ruuds stipendium (1973 och 1974)
- Karlskrona Kommuns Belöningsstipendium (1988)

## Kända elever
- Ida Falk Winland